# Hemipterodes
Hemipterodes is een geslacht van vlinders van de familie spanners (Geometridae), uit de onderfamilie Sterrhinae.

## Soorten
- H. brunneosticta Warren, 1907
- H. camma Druce, 1892
- H. curviplena Warren, 1895
- H. divaricata Warren, 1897
- H. flavida Prout, 1910
- H. malvina Druce, 1899
- H. nubilata Schaus, 1901
- H. rotundata Dognin, 1911
- H. selaostigma Prout, 1936
- H. subnigrata Warren, 1906
- H. subrotundata Prout, 1936